# كأس السوبر الأندوري 2003
بطولة كأس السوبر الأندوري 2003 هي النسخة الأولى من بطولة كأس السوبر الأندوري ، لعب يوم 14 سبتمبر 2003 في أيكسوفال ، بين فريق سانتا كولوما الفائز بالدوري وفريق سانت الفائز بكأس أندورا. وقد انتهت المباراة بفوز سانتا كولوما بالمباراة بنتيجة 3–2 بعد الوقت الإضافي ليحصد لقبه الأول في تاريخ البطولة.

## التفاصيل
| سانتا كولوما    | 3–2 (ب.و.إ.) | سانت             |
| --------------- | ------------ | ---------------- |
| ويلكير · فيريرا |              | سيرجي · رودريغيز |